# Para-Leichtathletik-Europameisterschaften 2020/Medaillenspiegel
Medaillenspiegel der 7. Para-Leichtathletik-Europameisterschaften in Bydgoszcz nach 157 Entscheidungen.

## Medaillenspiegel (lexikographisch)
Die Platzierungen sind in dieser Tabelle nach der Anzahl der gewonnenen Goldmedaillen sortiert, gefolgt von der Anzahl der Silber- und Bronzemedaillen (lexikographische Ordnung). Weisen zwei oder mehr Länder eine identische Medaillenbilanz auf, werden sie alphabetisch geordnet auf dem gleichen Rang geführt.
| Medaillenspiegel | Medaillenspiegel | Medaillenspiegel | Medaillenspiegel | Medaillenspiegel | Medaillenspiegel |
| Platz            | Land             | G                | S                | B                | TL               |
| ---------------- | ---------------- | ---------------- | ---------------- | ---------------- | ---------------- |
| 1                | Russland         | 31               | 25               | 18               | 74               |
| 2                | Ukraine          | 17               | 13               | 9                | 39               |
| 3                | Polen            | 15               | 20               | 14               | 49               |
| 4                | Großbritannien   | 14               | 9                | 14               | 37               |
| 5                | Frankreich       | 8                | 11               | 11               | 30               |
| 6                | Niederlande      | 8                | 11               | 4                | 23               |
| 7                | Schweiz          | 8                | 4                | 6                | 18               |
| 8                | Türkei           | 6                | 7                | 4                | 17               |
| 9                | Spanien          | 5                | 12               | 10               | 27               |
| 10               | Deutschland      | 5                | 5                | 6                | 16               |
| 11               | Finnland         | 5                | 1                | 2                | 8                |
| 12               | Serbien          | 4                | 3                | 4                | 11               |
| 13               | Tschechien       | 4                | 3                | 1                | 8                |
| 14               | Griechenland     | 4                | 2                | 5                | 11               |
| 15               | Kroatien         | 4                | 2                | 4                | 10               |
| 16               | Aserbaidschan    | 3                | 1                | 2                | 6                |
| 17               | Dänemark         | 2                | 2                | 2                | 6                |
| 18               | Italien          | 2                | 1                | 7                | 10               |
| 19               | Irland           | 2                | 1                | 1                | 4                |
| 19               | Ungarn           | 2                | 1                | 1                | 4                |
| 21               | Österreich       | 2                | 0                | 1                | 3                |
| 22               | Litauen          | 1                | 4                | 2                | 7                |
| 23               | Portugal         | 1                | 1                | 3                | 5                |
| 24               | Belgien          | 1                | 1                | 1                | 3                |
| 25               | Bulgarien        | 1                | 1                | 0                | 2                |
| 25               | Norwegen         | 1                | 1                | 0                | 2                |
| 27               | Lettland         | 1                | 0                | 1                | 2                |
| 28               | Belarus          | 0                | 5                | 1                | 6                |
| 29               | Slowakei         | 0                | 3                | 0                | 3                |
| 30               | Island           | 0                | 1                | 1                | 2                |
| 30               | Schweden         | 0                | 1                | 1                | 2                |
| 32               | Luxemburg        | 0                | 0                | 1                | 1                |
| 33               | Montenegro       | 0                | 0                | 1                | 1                |
| Gesamt           |                  | 157              | 153              | 137              | 447              |